# Чедомир Мирковић
Чедомир Мирковић (Неваде, код Горњег Милановца, 18. јануар 1944 — Београд, 25. април 2005) био је српски књижевник, књижевни критичар, есејиста, уредник и политичар.

## Биографија
Мирковић је дипломирао 1966. на Филолошком факултету у Београду, на Одсеку за југословенске књижевности. Почео је каријеру као члан редакције „Књижевних новина”. Од 1973. године био је запослен у Телевизији Београд, прво на месту главног и одговорног уредника Школског програма и Културно-образовног програма, а од 1992. био је и вршилац дужности директора Телевизије Београд. Две године касније прихватио је место директора издавачке куће „Просвета” а на том месту је остао до 2000. године.
Био је потпредседник Нове Демократије (члан опозиционе коалиције ДЕПОС) а пре тога је био председник Социјалдемократске партије центра (две странке су се ујединиле 1994. године). Једно време је био и посланик у Савезној скупштини као министар за научну и културну сарадњу са иностранством.
Објавио је десетак књига есеја, приповедака, књижевних критика и један роман. Годинама је био стални књижевни критичар листа Политика, а такође је објављивао кратке текстове и цртице из културног живота у листовима и часописима (Јединство, Летопис Матице српске и др.). У децембру 2004. године изабран је за потпредседника Удружења књижевника Србије.
Преминуо је у Београду 25. априла 2005. године у 61. години од последица можданог удара. Сахрањен је у Алеји заслужних грађана на Новом гробљу у Београду.
По њему је 2016. године названа Награда „Чедомир Мирковић”. Њен други добитник, 2017. године, био је Срба Игњатовић.

## Награде
- Награда Исидора Секулић, за критику и есејистику, 1974. године
- Награда Милан Богдановић, за новинску критику домаће књижевности, 1990. године
- Награда Издавачке куће Јединства за књигу године, 1995. године

## Дела

### Критике и есеји
- Писци, књиге, читаоци, (есеји), 1978, 1981,
- Једна деценија: књижевна вредновања, 1981,
- Аргументи и оцене: књижевна вредновања, 1984,
- Одабране странице (на македонском), 1987,
- Суботњи дневник, 1989,
- Суботњи дневник II, 1991,
- Змајев знак на корицама, 1992,
- Суботњи дневник III, 1994,
- Под окриљем нечастивог (шездесет шест савремених српских романсијера), 1995, 1996.
- У ђаљволовом видокругу (шездесет шест савремених српских песника), 1996,
- Кругови тајанствене светлости (тридесет три савремена српска приповедача), 1997,
- Изабране критике: 222 писца, 444 оцене, 1, 2004,
- Изабране критике: 222 писца, 444 оцене, 2, 2004

### Записи
- Без илузија, 1981,
- Поноћни дневник, 1983,
- У критичарској доколици, 1987, 1989,
- Нове доколице, 1989,
- Невидљиви оквири, 1994,
- Одреднице, 2000,
- Надомак ћутања: 1001 дан, дневнички записи 1994—1999, 1999.

### Приповетке
- Погорелци, 1986, 1990, 1999,
- Мрак у мраку, 1999,
- Рибља кост, 2000